# Республика Танганьика
Республика Танганьика (англ. Republic of Tanganyika) — государство на территории бывшего британского мандата Танганьика, существовавшее с 1961 по 1964 год между Индийским океаном и наибольшими из африканских Великих озёр: озером Виктория, озером Малави и озером Танганьика, и названное в честь последнего. В 1885—1919 часть колонии Германская Восточная Африка, ныне материковая часть Танзании.
9 декабря 1961 года Танганьика стала независимым государством как Королевство Содружества.
9 декабря 1962 года провозглашена Республика Танганьика в составе Содружества Наций.
26 апреля 1964 года Республика Танганьика и Народная Республика Занзибара и Пембы образовали Объединённую Республику Танганьики и Занзибара, переименованную 29 октября 1964 в Объединённую Республику Танзания.
В наши дни название Танганьика используется в основном для обозначения одноимённого озера.
Флаг Республики Танганьика
Флаг Республики Танганьика: полотнище из трёх горизонтальных равновеликих полос — светло-зелёной, чёрной и светло-зелёной с разделительными золотыми полосками шириной в 1/16 ширины полотнища (для лучшего зрительного восприятия флага в соответствии с основным геральдическим правилом неналожения финифти на финифть).
В Объединённой Республике Танганьики и Занзибара до утверждения нового флага 30 июня 1964 года использовался флаг Республики Танганьика.